# Scott Benza
Scott Benza ist ein für den Oscar nominierter Filmtechniker, der sich auf visuelle Effekte spezialisiert hat.

## Leben
Benza arbeitet hauptsächlich für Industrial Light & Magic und oft mit dem Filmregisseur Michael Bay. Für die Filme Transformers, Transformers 3 und Kong: Skull Island wurde er jeweils für den Oscar nominiert.

## Filmografie (Auswahl)
- 1998: Urban Assault
- 1999: Wild Wild West
- 1999: Deep Blue Sea
- 1999: Galaxy Quest – Planlos durchs Weltall (Galaxy Quest)
- 2001: Pearl Harbor
- 2001: Harry Potter und der Stein der Weisen (Harry Potter and the Sorcerer's Stone)
- 2002: Star Wars: Episode II – Angriff der Klonkrieger (Star Wars: Episode II – Attack of the Clones)
- 2003: Hulk
- 2004: The Day After Tomorrow
- 2005: Star Wars: Episode III – Die Rache der Sith (Star Wars: Episode III – Revenge of the Sith)
- 2005: Die Insel (The Island)
- 2006: Mission: Impossible III
- 2006: Pirates of the Caribbean – Fluch der Karibik 2 (Pirates of the Caribbean: Dead Man's Chest)
- 2007: Transformers
- 2007: Rush Hour 3
- 2008: Iron Man
- 2009: Transformers – Die Rache (Transformers: Revenge of the Fallen)
- 2011: Transformers 3 (Transformers: Dark of the Moon)
- 2012: Marvel’s The Avengers
- 2012: Cloud Atlas
- 2014: Transformers: Ära des Untergangs (Transformers: Age of Extinction)
- 2015: Jupiter Ascending
- 2015: Avengers: Age of Ultron
- 2015: A World Beyond (Tomorrowland)
- 2015: Terminator: Genisys
- 2016: Teenage Mutant Ninja Turtles: Out of the Shadows
- 2017: Kong: Skull Island

## Auszeichnungen
- 2008: Saturn Award: Beste Spezialeffekte für Transformers
- 2008: Oscar: Nominierung in der Kategorie Beste visuelle Effekte für Transformers
- 2009: Satellite Awards: Nominierung in der Kategorie Beste visuelle Effekte für Transformers
- 2012: Oscar: Nominierung in der Kategorie Beste visuelle Effekte für Transformers 3
- 2018: Oscar: Nominierung in der Kategorie Beste visuelle Effekte für Kong: Skull Island